# Ciad ai Giochi della XXVIII Olimpiade
Il Ciad partecipò ai Giochi della XXVIII Olimpiade, svoltisi ad Atene, Grecia, dal 13 al 29 agosto 2004, con una delegazione di 2 atleti impegnati in una disciplina.

## Risultati

### Atletica leggera
| Q | Qualificato al turno successivo per la posizione in qualificazione                                                           |
| q | Qualificato per il turno successivo per ripescaggio o, negli eventi su campo, conquistando la misura minima per qualificarsi |

Maschile
Eventi su pista e strada
| Atleta           | Evento         | Batteria  | Batteria  | Quarti di finale | Quarti di finale | Semifinale      | Semifinale      | Finale          | Finale          |
| Atleta           | Evento         | Risultato | Posizione | Risultato        | Posizione        | Risultato       | Posizione       | Risultato       | Posizione       |
| ---------------- | -------------- | --------- | --------- | ---------------- | ---------------- | --------------- | --------------- | --------------- | --------------- |
| Djikoloum Mobele | 100 m maschili | dns       | -         | non qualificato  | non qualificato  | non qualificato | non qualificato | non qualificato | non qualificato |

Femminile
Eventi su pista e strada
| Atleta           | Evento          | Batteria  | Batteria  | Semifinale | Semifinale | Finale          | Finale          |
| Atleta           | Evento          | Risultato | Posizione | Risultato  | Posizione  | Risultato       | Posizione       |
| ---------------- | --------------- | --------- | --------- | ---------- | ---------- | --------------- | --------------- |
| Kaltouma Nadjina | 400 m femminili | 51"50     | 3ª Q      | 51"57      | 5ª         | non qualificata | non qualificata |